# Wahnesia kirbyi
Wahnesia kirbyi – gatunek ważki z rodziny Argiolestidae.
Owad ten jest endemitem Nowej Gwinei występującym wyłącznie w części wyspy należącej do Papui-Nowej Gwinei.